# Rezerwat przyrody Dębowo

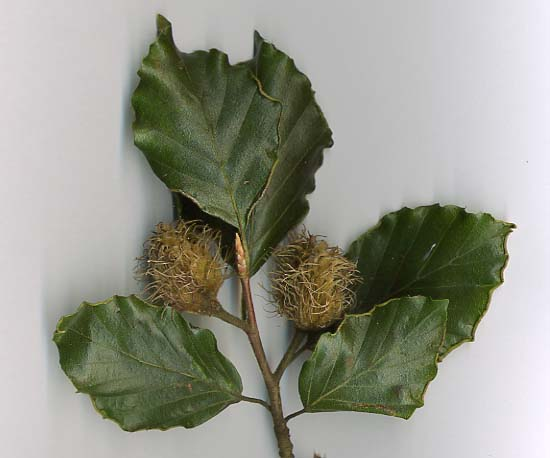
Buk

Rezerwat przyrody Dębowo – leśny rezerwat przyrody położony na terenie gminy Biskupiec, w powiecie olsztyńskim, w województwie warmińsko-mazurskim. Powierzchnia 25,83 ha (akt powołujący podawał 24,72 ha). Utworzony został w 1954 roku w celu zachowania  różnowiekowego lasu bukowego na wschodniej granicy zasięgu występowania. Wiek tutejszych drzewostanów wynosi 80–100 lat, ale grupowo występują również egzemplarze 200-letnie. W poszyciu ok. 80 gatunków roślin zielnych m.in. czosnek niedźwiedzi, wawrzynek wilczełyko, lilia złotogłów.